# Mohyliv-Podilskyi
Mohyliv-Podilskyi (em ucraniano:  Могилів-Подільський, em russo:  Могилёв-Подо́льский, em polonês/polaco:  Mohylów Podolski,  em romeno:  Moghilău/Movilău, em iídiche:  מאָהילעװ) é uma cidade da Ucrânia, situada no Oblast de Vinnytsia. Tem 21,63 km² de área e sua população em 2020 foi estimada em 30.389 habitantes.